# Спокуса Янссона (фільм)
«Спокуса Янссона» (швед. Janssons frestelse) — шведська німа комедія 1928 року режисера Сігурда Валлена з Оскаром Бистрьомом, Маргітою Альфвен і Едвіном Адольфсоном у головних ролях. Фільм був знятий на студії Råsunda Studios у Стокгольмі. Декорацію фільму розробив художній керівник Вільгельм Брайде. Фільм заснований на однойменній п'єсі Валлена, яка бере свою назву від шведської запіканки «Спокуса Янссона».